# Honda CBR 1100XX
La Honda CBR 1100XX (chiamata anche CBR1100XX Super Blackbird) è una motocicletta sportiva da turismo prodotta dalla casa motociclistica giapponese Honda prodotta dal 1996 al 2007.
Il modello è spinto da un motore a quattro tempi a quattro cilindri in linea di 1137 cm³, con distribuzione con doppio albero a camme in testa (DOHC) a quattro valvole  e raffreddato a liquido. La moto venne sviluppata per fare concorrenza alla Kawasaki Ninja ZX-11 e progettata con lo scopo di stabilire il nuovo record di velocità,  appartenente alla Kawasaki  ZZR 1100 con 285 km/h. La Blackbird aveva un motore di 1137cc 4 cilindri in linea che erogava una potenza di 164 cv e 119 nm di coppia che le permise di toccare i 303 km/h sull’anello di Nardó. Il nome Blackbird fa riferimento all'aeroplano Lockheed SR-71.